# Samone (Turijn)
Samone is een gemeente in de Italiaanse provincie Turijn (regio Piëmont) en telt 1513 inwoners (31-12-2004). De oppervlakte bedraagt 2,5 km², de bevolkingsdichtheid is 605 inwoners per km².

## Demografie
Samone telt ongeveer 689 huishoudens. Het aantal inwoners daalde in de periode 1991-2001 met 1,3% volgens cijfers uit de tienjaarlijkse volkstellingen van ISTAT.
| Jaar | Inwoneraantal |
| ---- | ------------- |
| 1991 | 1493          |
| 2001 | 1473          |

## Geografie
Samone grenst aan de volgende gemeenten: Fiorano Canavese, Banchette, Salerano Canavese, Loranzè, Pavone Canavese, Colleretto Giacosa.
1. ↑  https://demo.istat.it/?l=it.